# Alexander Cataford
Alexander Cataford (Ottawa, 1 september 1993) is een voormalig Canadees wielrenner.

## Carrière
Als junior werd Cataford in 2010 Pan-Amerikaans kampioen achtervolging en in 2011 nationaal kampioen tijdrijden.
In 2013 werd Cataford achter Curtis Dearden en Christian Meier derde op het nationale kampioenschap tijdrijden bij de eliterenners. Later dat jaar werd hij twintigste in het eindklassement van de Ronde van Alberta. Drie jaar later werd hij onder meer tweede in de Ronde van de Gila en vijfde in de Ronde van Alberta. Daarnaast werd hij achter Ryan Roth tweede op het nationale kampioenschap tijdrijden.

## Baanwielrennen

### Palmares
| Jaar     | CK                   | P-AK          | WK       | Overig   |
| Junioren | Junioren             | Junioren      | Junioren | Junioren |
| -------- | -------------------- | ------------- | -------- | -------- |
| 2010     |                      | Achtervolging |          |          |
| Elite    |                      |               |          |          |
| 2014     | Ploegenachtervolging |               |          |          |

## Wegwielrennen

### Overwinningen
2011
 Canadees kampioen tijdrijden, Junioren
2013
 Canadees kampioen tijdrijden, Beloften
2015
 Canadees kampioen tijdrijden, Beloften

## Resultaten in voornaamste wedstrijden
| Jaar | Ronde van Italië | Ronde van Frankrijk | Ronde van Spanje |
| ---- | ---------------- | ------------------- | ---------------- |
| 2020 | opgave           |                     |                  |
| 2021 |                  |                     | opgave           |
| 2022 | 101e             |                     |                  |

| Jaar | Milaan-San Remo | Ronde van Lombardije | Clásica San Sebastián |  | WK op de weg |
| ---- | --------------- | -------------------- | --------------------- |  | ------------ |
| 2020 |                 | opgave               |                       |  | opgave       |
| 2021 |                 |                      | 76e                   |  |              |
| 2022 | 95e             | opgave               |                       |  |              |

## Ploegen
- 2013 –  Équipe Garneau-Québecor
- 2014 –  Amore & Vita-Selle SMP
- 2015 –  Silber Pro Cycling
- 2016 –  Silber Pro Cycling
- 2017 –  UnitedHealthcare Professional Cycling Team
- 2018 –  UnitedHealthcare Professional Cycling Team
- 2019 –  Israel Cycling Academy
- 2020 –  Israel Start-Up Nation
- 2021 –  Israel Start-Up Nation
- 2022 –  Israel-Premier Tech

Acevedo · Alzate · Cataford · Clarke · Eaton · Haedo · Hegyvary · Henderson · Jaramillo · Jones · Keough · Mannion · McCabe · Norris · Putt · Summerhill
Acevedo · Alzate · Cataford · Clarke · Eaton · Haedo · Hegyvary · Jaramillo · Keough · Mannion · Marcotte · McCabe · Norris · Putt · Țvetcov · Velázquez
Ávila · Badilatti · Barbier · Boivin · Brändle · Crisey · Cataford · Cimolai · Dempster · Dunne · Earle · Einhorn (vanaf 1-6) · Enger · Gebremedhin · O. Goldstein · R. Goldstein · Hermans · Jensen · Minali · Neilands · Niv · Perry · Plaza · Räim · Sagiv · Sbaragli · Schreurs · Turek · van Asbroeck · van Winden · Ben Mosche (stagiair) · Ovett (stagiair) · Renard (stagiair)
Badilatti · Barbier · Biermans · Boivin · Brändle · Cataford · Cimolai · Dowsett · Einhorn · Goldstein · Greipel · Hermans · Hofstetter · Hollenstein · Martin · McCabe · Navarro · Neilands · Niv · Piccoli · Politt · Räim · Renard · Sagiv · Schelling · Sutherland · Vahtra · Van Asbroeck · Würtz Schmidt · Zabel
Barbier · Berwick · Bevin · Biermans · Boivin · Brändle · Cataford · Cimolai · De Marchi · Dowsett · Einhorn · Froome · Goldstein · Greipel · Hagen · Hermans · Hofstetter · Hollenstein · Impey · Jones vanaf 1 juli · Martin · Neilands · Niv · Piccoli · Renard · Sagiv · Vahtra · Van Asbroeck · Vanmarcke · Woods · Würtz Schmidt · Zabel
Barbier · Berwick · Bevin · Biermans · Boivin · Brändle · Cataford · Clarke · De Marchi · Dowsett · Einhorn · Froome · Fuglsang · Goldstein · Hagen · Hermans · Hollenstein · Houle · Impey · Jones · Neilands · Niv · Nizzolo · Piccoli · Sagiv (tot 3/8) · Strong · Teuns (vanaf 5/8) · Van Asbroeck · Vanmarcke · Woods · Würtz Schmidt · Zabel · Riccitello (stagiair)